# Cardale Jones
Cardale Jones (Cleveland, 29 settembre 1992) è un giocatore di football americano statunitense che milita nel ruolo di quarterback per i Massachusetts Pirates della Indoor Football League (IFL).

## Biografia

### Carriera universitaria
Jones iniziò a giocare a football carriera presso la Glenville High School a Cleveland in Ohio. Nel 2011 passò nella NCAA con gli Ohio State Buckeyes, che guidò alla vittoria del titolo nazionale 2014 quando sostituì l'infortunato quarterback titolare J.T. Barrett nella seconda parte dell'anno.
Il 30 dicembre 2015 si dichiarò eleggibile per il Draft NFL 2016.
Statistiche all'università
| Statistiche NCAA     |            |          |          |          |          |          |          |       |       |       |       |
| Ohio State Buckeyes  |            |          |          |          |          |          |          |       |       |       |       |
| Stagione             | Passaggi   | Passaggi | Passaggi | Passaggi | Passaggi | Passaggi | Passaggi | Corse | Corse | Corse | Corse |
| Stagione             | Completati | Tent     | Yard     | %        | TD       | Int      | QB Rat   | Ten   | Yard  | Media | TD    |
| 2013                 | 1          | 2        | 3        | 50.0     | 0        | 0        | 62.6     | 17    | 128   | 7.5   | 1     |
| 2014                 | 56         | 92       | 860      | 60.9     | 7        | 2        | 160.2    | 72    | 296   | 4.1   | 1     |
| 2015                 | 110        | 176      | 1,460    | 62.5     | 8        | 5        | 141.5    | 64    | 193   | 3.02  | 2     |
| Totale Carriera NCAA | 167        | 270      | 2,323    | 61.85    | 15       | 7        |          | 153   | 617   | 4.03  | 4     |

### Buffalo Bills
Jones fu scelto nel corso del quarto giro (139º assoluto) del Draft NFL 2016 dai Buffalo Bills. Debuttò come professionista subentrando nell'ultimo turno della stagione 2016 al posto di EJ Manuel nel secondo tempo, completando 6 passaggi su 11 tentativi per 96 yard e subendo un intercetto.

### Los Angeles Chargers
Il 26 luglio 2017, Jones fu scambiato coni Los Angeles Chargers per una scelta del draft da definire.

## Controversie
(Cardale Jones, Twitter: 5 ottobre 2012)
Il 5 ottobre 2012, Jones pubblicò sul suo profilo Twitter un post in cui si lamentava di essere obbligato a seguire le lezioni all'università malgrado la frequentasse solo per proseguire la carriera nel football. Per questo tweet ricevette aspre critiche che gli costarono una squalifica per una partita.